# Osiek Drawski
Osiek Drawski (niem. Wutzig) – wieś sołecka w Polsce położona w województwie zachodniopomorskim, w powiecie drawskim, w gminie Wierzchowo. W roku 2007 wieś liczyła 365 mieszkańców.
W skład sołectwa wchodzi wieś Bonin.

## Geografia
Wieś leży ok. 4 km na północny zachód od Wierzchowa, przy nieczynnej linii kolejowej nr 410. Funkcjonował tu przystanek kolejowy.

## Historia
W czasie II wojny światowej Niemcy utworzyli we wsi podobóz pracy przymusowej obozu jenieckiego Stalag II D.
W latach 1975–1998 miejscowość administracyjnie należała do województwa koszalińskiego.

## Zabytki i atrakcje turystyczne
Zabytek chroniony prawem:
- kościół pw. św. Antoniego Padewskiego szachulcowy z 2. poł. XVII wieku, nr rej. 240 z dnia 16 stycznia 1960 r. Kościół filialny, rzymskokatolicki należący do parafii pw. św. Wojciecha w Wierzchowie, dekanatu Drawsko Pomorskie, diecezji koszalińsko-kołobrzeskiej, metropolii szczecińsko-kamieńskiej.

Ponadto we wsi znajduje się pałac oraz park krajobrazowy z aleją platanów.